# Église Saint-Nicolas des Alluets-le-Roi
Pour les articles homonymes, voir Église Saint-Nicolas.
L'église Saint-Nicolas est une église située aux Alluets-le-Roi, dans les Yvelines, France.

## Description
L'église Saint-Nicolas s'élève au centre des Alluets-le-Roi, une commune rurale du centre des Yvelines, située sur un plateau dominant, au sud, la vallée de la Seine. Il s'agit d'un édifice médiéval au plan en croix latine. La nef, à deux vaisseaux, possède six travées en plein cintre à un collatéral ; elle ne possède pas de bas-côté nord. Le chevet de l'église est plat et son transept est peu saillant. Son clocher est à plan carré.

## Historique
Les plus anciennes parties de l'église sont construites entre la fin du XIe siècle et le début du XIIe siècle ; le clocher pourrait d'ailleurs dater de cette date. La principale campagne de construction date cependant du XIIIe siècle. La guerre de Cent Ans, au cours de la première moitié du XVe siècle, affecte profondément les Alluets-le-Roi et l'église est incendiée ; toutefois, sa prospérité retrouvée permet au village de procéder à une deuxième vague de travaux au XVIe siècle : les parties hautes et la baie d'axe du chœur sont retravaillées dans un style gothique flamboyant. Le portail est remplacé par une porte de style classique
Le village étant situé sur un plateau dominant la Seine, le clocher est utilisé au XVIIIe siècle pour dresser la carte de Cassini, puis le cadastre napoléonien Endommagé par un obus allemand pendant la guerre de 1870, il est réparé en 1898.
L'église est inscrite le 1er juillet 2020 au label « Patrimoine d'intérêt régional », étant considérée caractéristique des deux époques de prospérité de l'Île-de-France médiévale : le XIIIe siècle et le XVIe siècle. La même année, la cloche est arrêtée et rénovée ; l'inauguration du clocher restauré a lieu en 2021.

## Patrimoine mobilier
L'église comporte de nombreux éléments mobiliers protégés au titre des monuments historiques :
- Banc d'œuvre (XVIIIe siècle)[5]
- Chaire à prêcher (XVIIIe siècle)[6]
- 7 chapiteaux en calcaire taillée, à ornement à forme végétale (grandes arcades de la nef, XIIIe siècle)[7]
- Chasublier (sacristie, XVIIIe siècle)[8]
- Christ en croix (nef, XVIIIe siècle)[9]
- Corbillard[10]
- 10 culots (XVe siècle ?)[11],[12]
- Fonts baptismaux (calcaire taillé et peint, pourrait dater du XIIIe siècle)[13]
- Lambris de revêtement (chœur et chapelle de la Vierge)[14]
- Retable (XVIIIe siècle)[15]
- Statues :
  - Sainte Catherine (XVIe siècle)[16]
  - Sainte non identifiée (XVIe siècle)[17]
  - Vierge à l'Enfant (collatéral, mur ouest, XIVe siècle)[18]
- Tableau : Le Ravissement de saint Paul (collatéral, XIXe siècle, d'après Nicolas Poussin)[19]
- Verrières[20] :
  - Saint Louis
  - Vierge à l'Enfant